# Szent vagy, Uram, szent vagy
A Szent vagy, Uram, szent vagy egyházi népének  a Szent vagy, Uram! című katolikus énektár 129. sorszámú éneke. Dallama Tárkányi Béla–Zsasskovszky Ferenc–Zsasskovszky Endre: Katholikus Egyházi Énektár című 1855-ben kiadott könyvéből való. Szövegének eredeti változata  Szentmihályi Mihály 1798-ban megjelent Énekeskönyvében található, melyet Tárkányi Béla átdolgozott.

## Kotta és dallam
| Térdet, fejet hajtok, Néked áldást mondok, Hiszem, itt vagy valóban, E nagy Szakramentomban. | Tebenned remélek, Szívemből szeretlek. Készebb vagyok meghalni, Mint téged megbántani. |

## Felvételek
- SZVU 129 Szent vagy Uram. YouTube (2011. április 1.)  (Hozzáférés: 2016. szeptember 28.) (audió)